# 天生樓

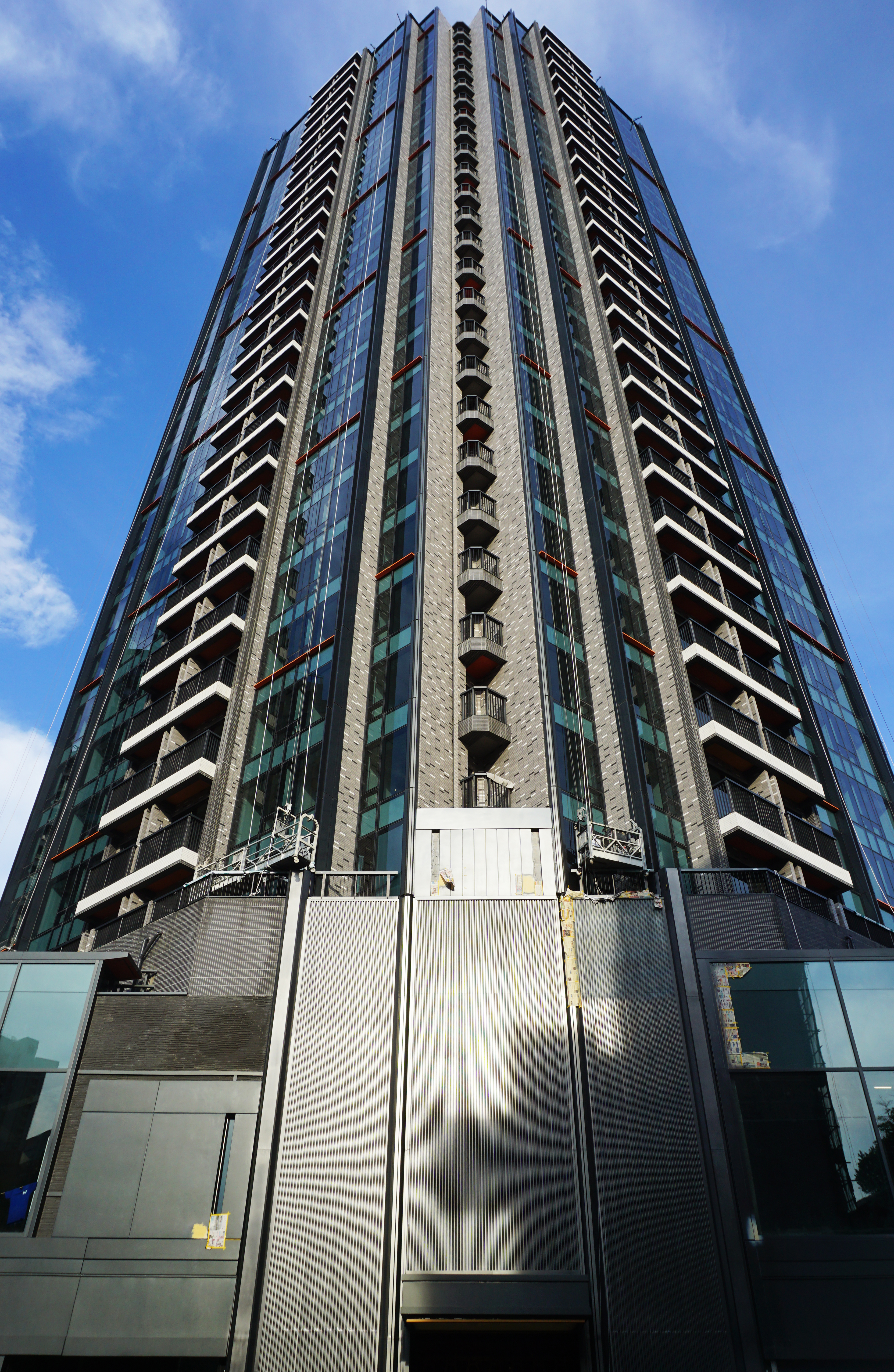
天生樓正面

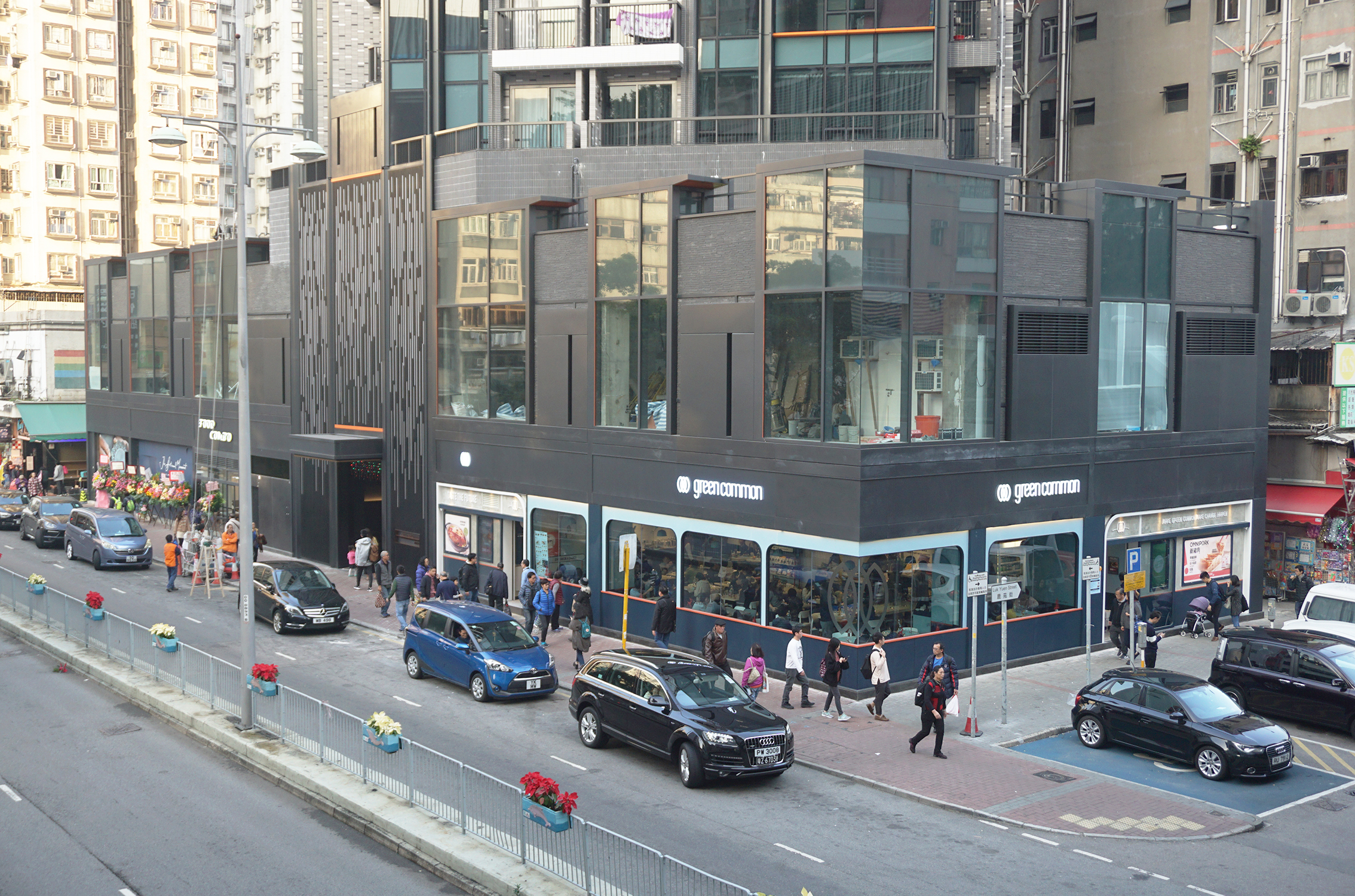
基座

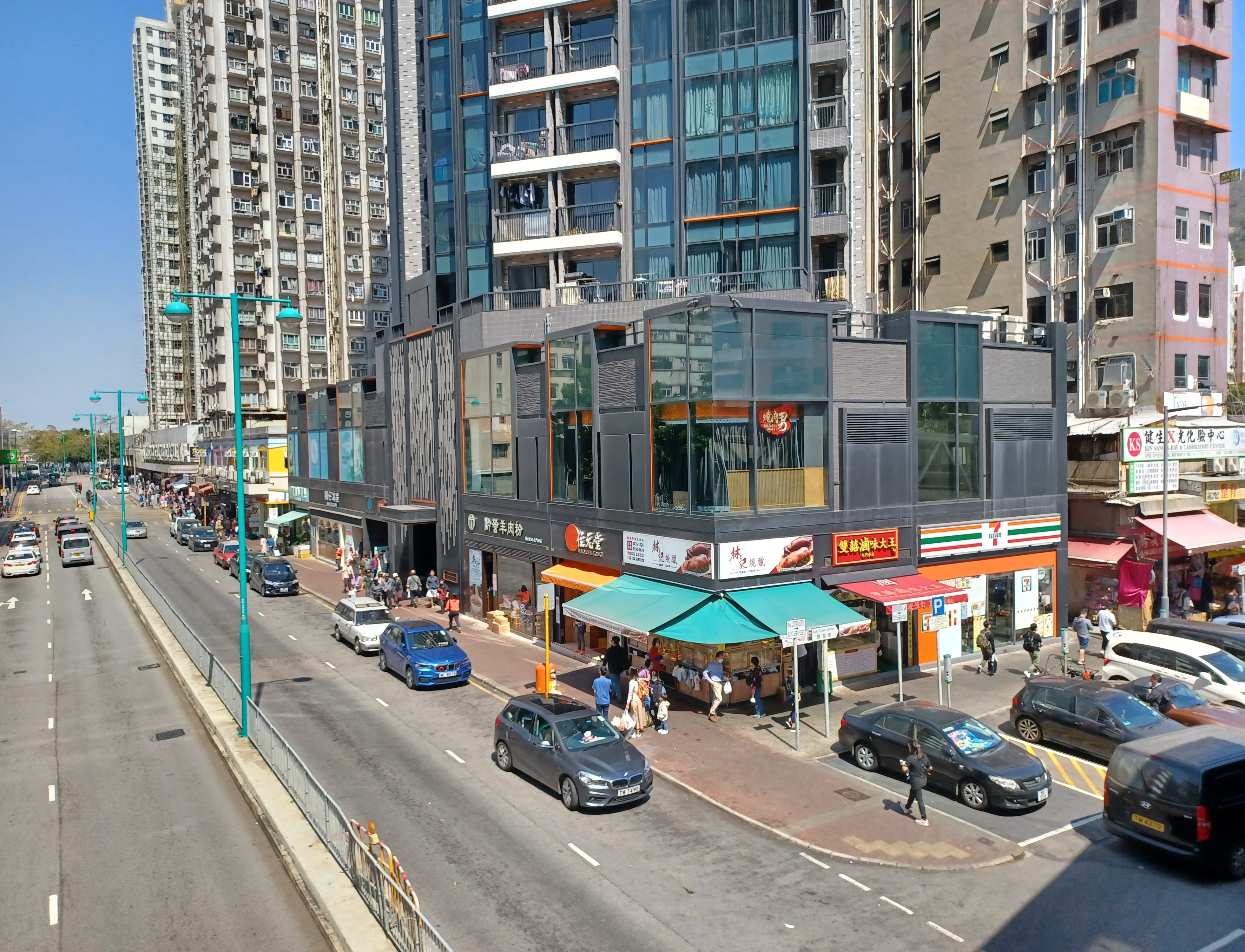
基座（2023年）

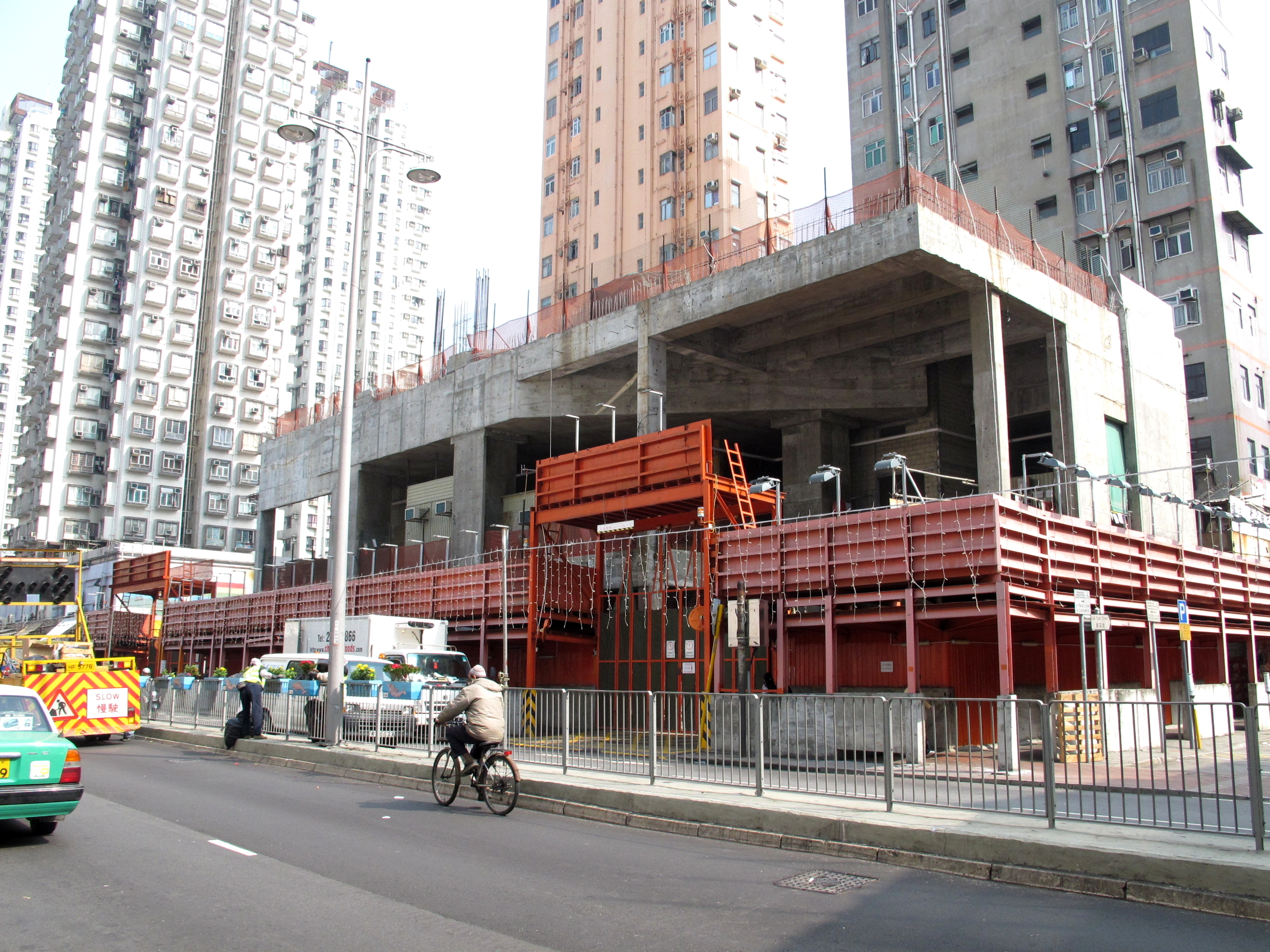
地盤曾在2012年起停工，直至2016年底復工

天生樓（英語：The Parkville）是座落於香港新界屯門區屯門鄉事會路88號的單幢式住宅大廈，2018年售罄，2019年5月落成，是新世界發展的房地產項目。天生樓以劉皇發父親劉天生命名，項目重建後仍以「天生樓」命名。管理費為每呎3.95元。
天生樓的前身是同名為「天生樓」及「屯門樓」的唐樓，原由劉皇發兒子劉業強的泰極資產管理持有。其後，由新世界發展購入相關項目展開重建，但在2012年起停工，曾被視為爛尾樓；直至2016年底復工。剛巧於同年3月，新世界發展與地政總署達成2億港元的補地價協議。
2017年12月，新世界發展推出「新世代首次置業計劃」15伙作試點，提供優惠讓25至35歲未曾置業的港人以7.5%的首期上車，開售半小時已沽清。

## 間格
天生樓樓高27層，每層設4伙單位，共提供100個單位，實用面積由422呎至843呎不等。

## 設施
2樓設有面積約680平方呎住客會所，提供健身室設施。發展商亦提供大量免費租借的電器，包括Dyson V10吸塵機、抹窗機械人、旅行翻譯機、外置充電器及Switch遊戲機等。

## 商場

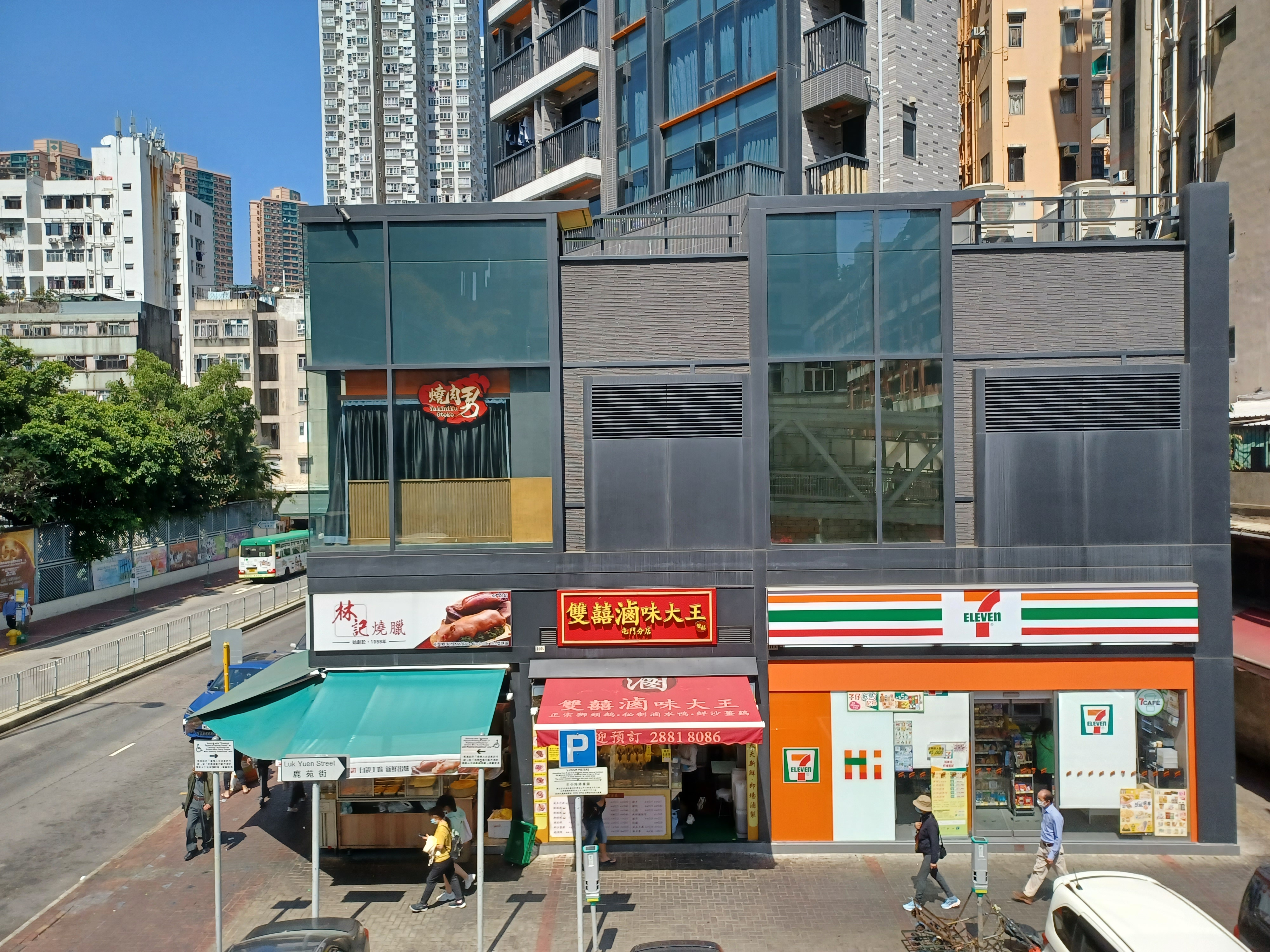
天生樓基座面向鹿苑街的商舖

天生樓基座商場設有多間商鋪，商場開幕時的租戶包括：Green Common、味千拉麵、Food Combo及越不同。
2021年6月，宏安地產聯同趙朗以3億港元收購天生樓地下及1樓共11個商舖。

## 圖像

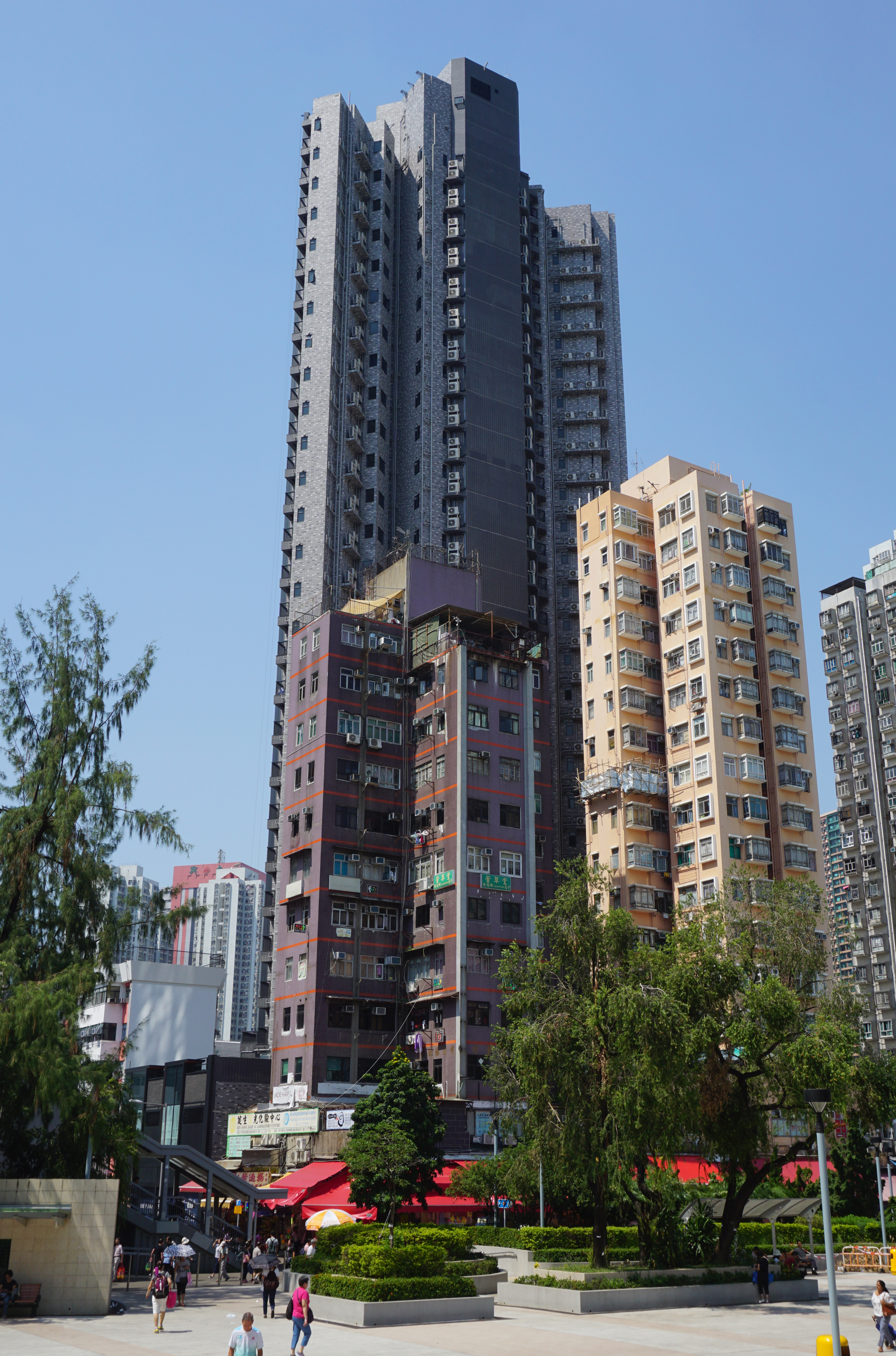
天生樓背面
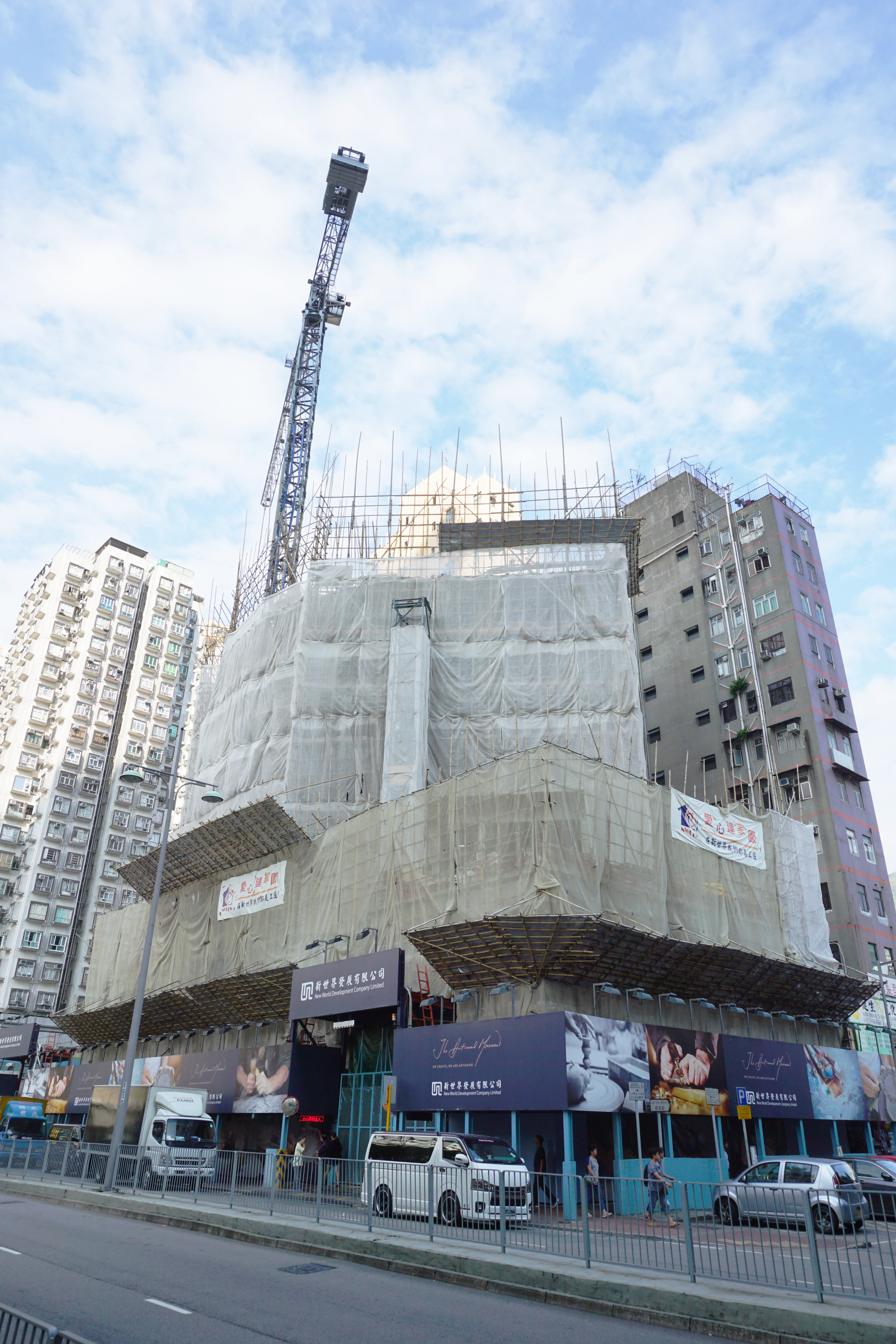
興建中，2016年10月
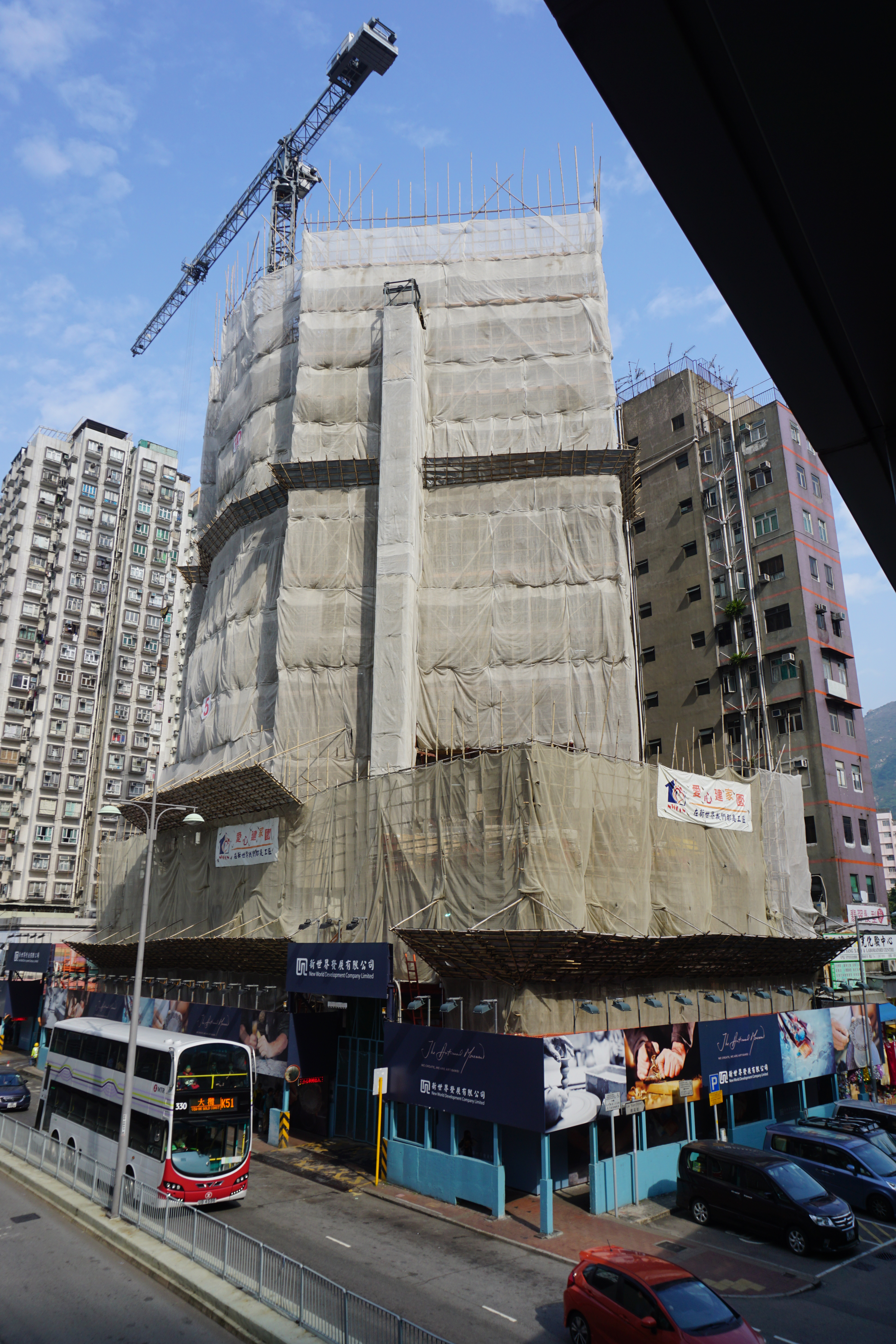
興建中，2016年12月
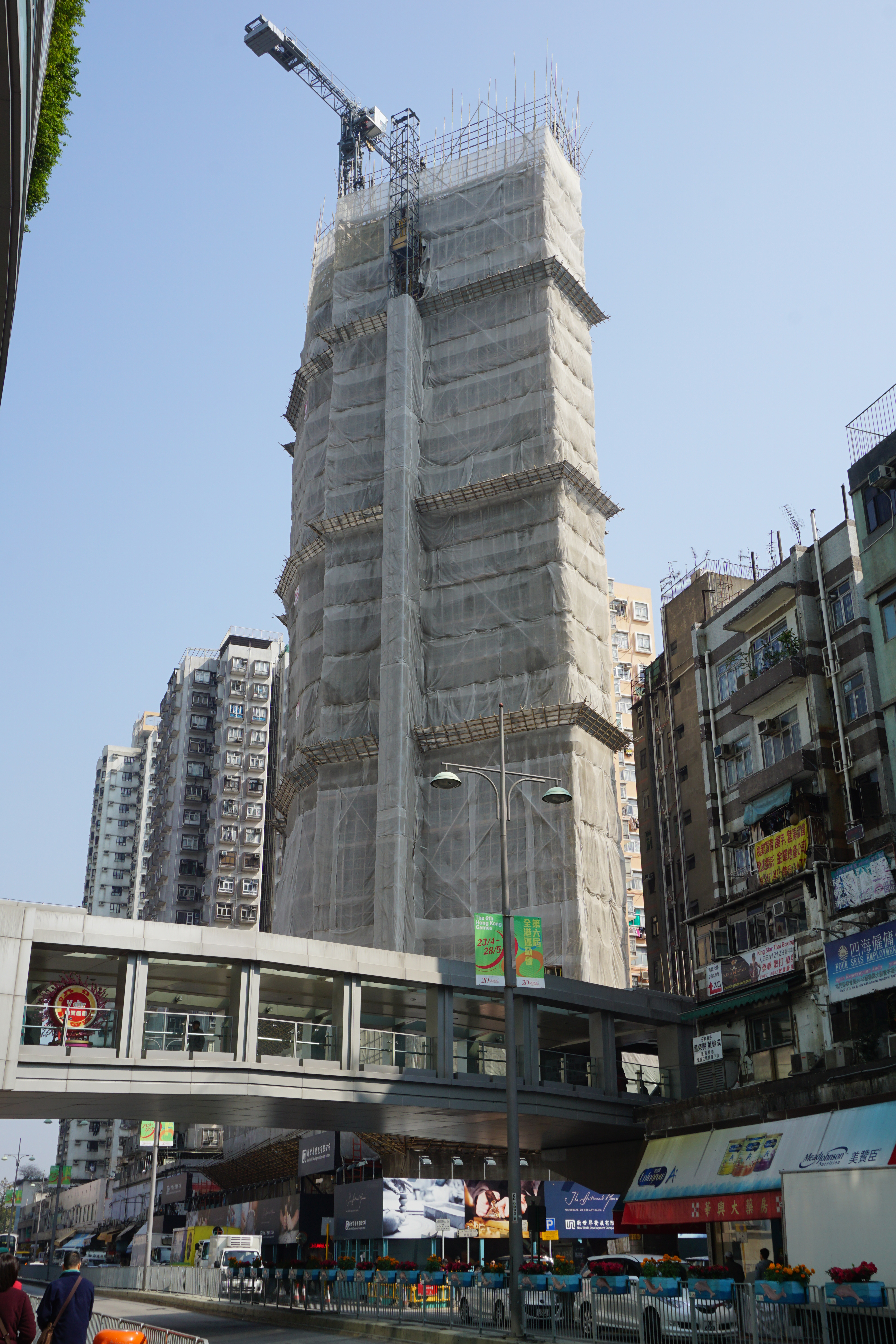
興建中，2017年2月
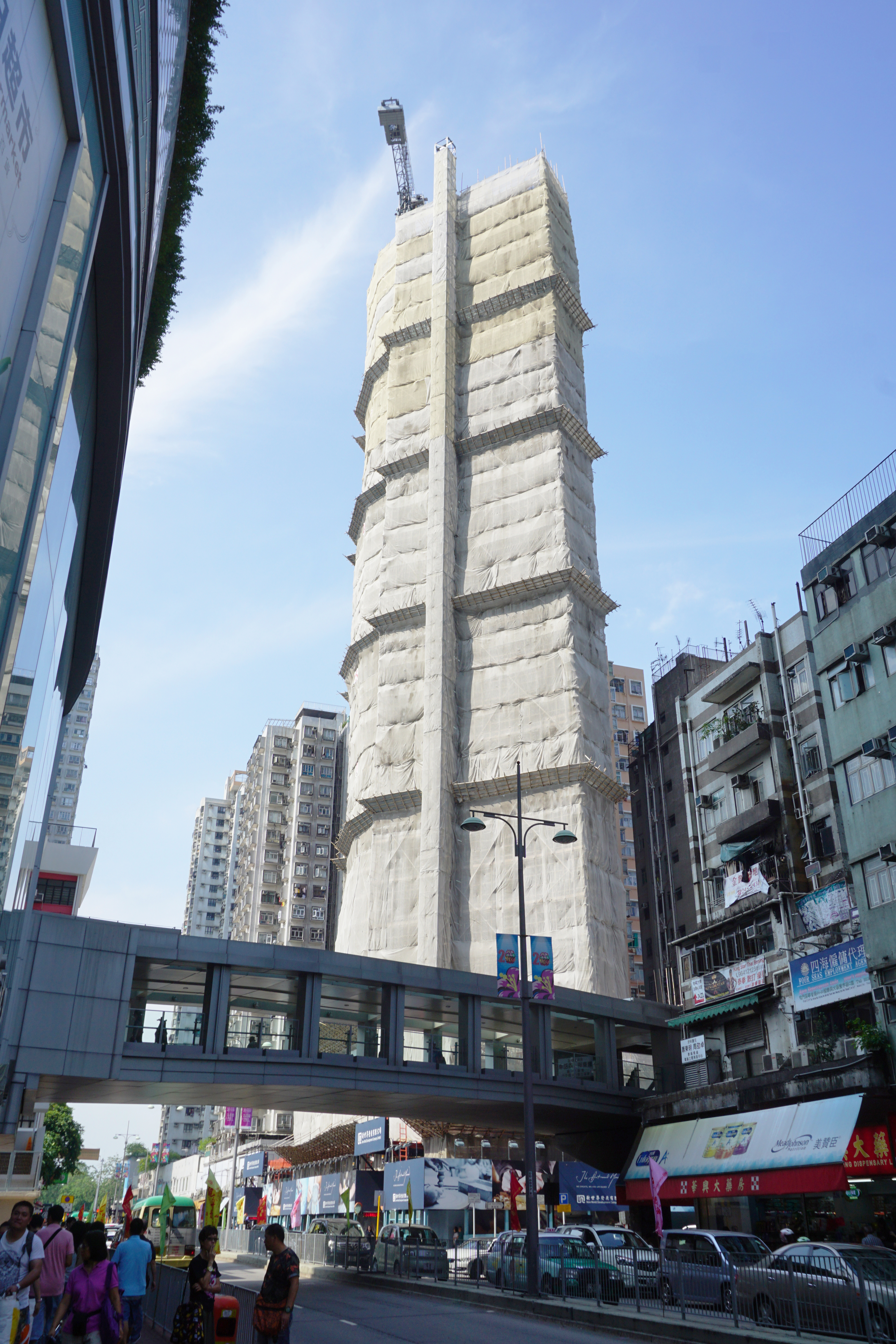
興建中，2017年5月
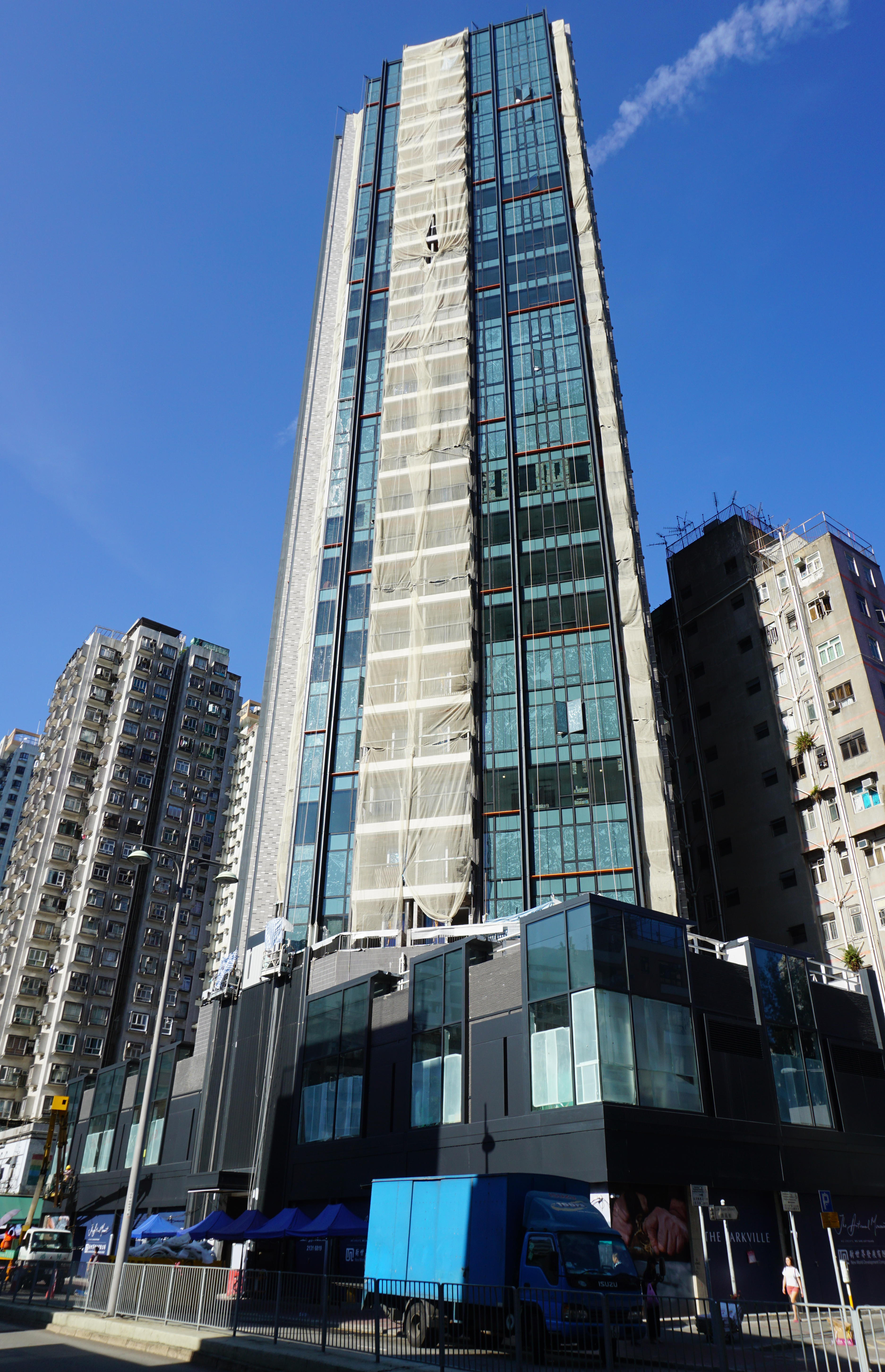
興建中，2018年5月

## 外部連結
- THE PARKVILLE網站（页面存档备份，存于）